# 梅斯維爾 (喬治亞州)
梅斯維爾（英語：Maysville）是一個位於美國喬治亞州班克斯縣與傑克遜縣的城鎮。

## 地理
梅斯維爾的座標為34°15′20″N 83°33′30″W / 34.25556°N 83.55833°W，而該地的平均海拔高度為275米（即902英尺）。

## 人口
根據2010年美國人口普查的數據，梅斯維爾的面積為11.20平方千米，當中陸地面積為11.00平方千米，而水域面積為0.20平方千米。當地共有人口1798人，而人口密度為每平方千米160人。